# Herrarnas scullerfyra i rodd vid olympiska sommarspelen 1996
Herrarnas scullerfyra i rodd vid olympiska sommarspelen 1996 avgjordes mellan den 22 och 28 juli 1996.

## Medaljörer
| Gren        | Guld                                                              | Silver                                                 | Brons                                                       |
| Scullerfyra | Tyskland Andreas Hajek Stephan Volkert André Steiner André Willms | USA Tim Young Eric Mueller Brian Jamieson Jason Gailes | Australien Janusz Hooker Bo Hanson Duncan Free Ronald Snook |

## Resultat

### A-final
| Placering | Roddare                                                                     | Land       | Tid     |
| --------- | --------------------------------------------------------------------------- | ---------- | ------- |
| 1         | Andreas Hajek, Stephan Volkert, André Steiner och André Willms              | Tyskland   | 5:56,93 |
| 2         | Tim Young, Eric Mueller, Brian Jamieson och Jason Gailes                    | USA        | 5:59,10 |
| 3         | Janusz Hooker, Bo Hanson, Duncan Free och Ronald Snook                      | Australien | 6:01,65 |
| 4         | Massimo Paradiso, Alessio Sartori, Rossano Galtarossa och Alessandro Corona | Italien    | 6:02.12 |
| 5         | René Benguerel, Michael Erdlen, Ueli Bodenmann och Simon Stürm              | Schweiz    | 6:04,52 |
| 6         | Johan Flodin, Pontus Ek, Fredrik Hultén och Henrik Nilsson                  | Sverige    | 6:07,75 |